# Muse Kalliope

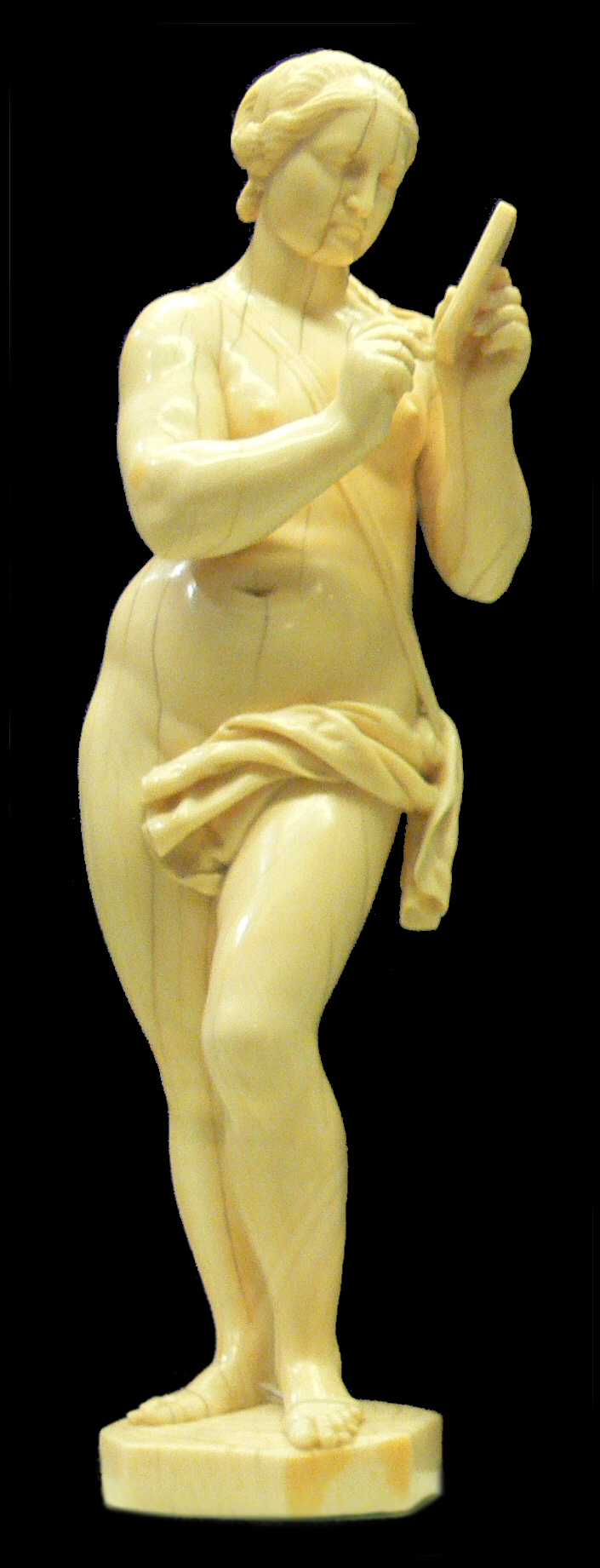
Die Muse Kalliope

Die Statuette der Muse Kalliope ist eine um 1640 von Leonhard Kern gefertigte Elfenbeinstatuette. Die fast nackte Frauenfigur der Kalliope ist bis in die feinsten Nuancen stimmig vorgetragen. Sie befindet sich im Landesmuseum Württemberg und wird in der Dauerausstellung „Legendäre MeisterWerke“ gezeigt.

## Beschreibung und Wertung
Die Statuette zeigt eine fast nackte, stehende Frau, die sich leicht zur linken Seite wendet. Sie schreibt mit einem Griffel auf ein Tontäfelchen, das sie in der linken Hand hält. Der mit der rechten Hand geführte Griffel ist nicht ausgeführt. Die Schreibutensilien, das heißt Griffel und Tontäfelchen, lassen auf die Darstellung der Muse Kalliope schließen. Dies ist die Muse der epischen Dichtung, der Wissenschaft, der Philosophie und des Saitenspiels.
Die Stellung und die Drehung der Frauenfigur sind bis ins Detail hinein in sich schlüssig dargestellt. Die üppige Frau strahlt Sicherheit und Natürlichkeit aus und lässt die kleine Statuette geradezu monumental wirken. Die qualitätvolle Elfenbeinschnitzerei des Frauenakts zeigt das Können des Bildhauers.

## Herkunft und Ausstellungsort
Die 27,5 cm hohe, aus Elfenbein gefertigte Statuette der Muse Kalliope ist ein Werk des deutschen Bildhauers Leonhard Kern. Das Werk ist um das Jahr 1640 entstanden, als Kern in Schwäbisch Hall lebte. Sie befindet sich im Landesmuseum Württemberg und wird in der Dauerausstellung „Legendäre MeisterWerke“ gezeigt.